# Ла Реца ди Бардасано (Торино)
Ла Реца ди Бардасано је насеље у Италији у округу Торино, региону Пијемонт.
Према процени из 2011. у насељу је живело 213 становника. Насеље се налази на надморској висини од 405 м.